# Сетовское
Се́товское (бел. Се́таўскае) или Сеты — озеро в Глубокском районе Витебской области Белоруссии. Относится к бассейну реки Добрыловка.

## Физико-географическая характеристика
Озеро Сетовское расположено в 11 км к северу от города Глубокое. К западу от озера находятся деревни Загорье и Воробьи.
Площадь поверхности водоёма составляет 0,49 км², длина — 1,7 км, наибольшая ширина — 0,41 км. Длина береговой линии — 4,93 км. Наибольшая глубина — 19,8 м, средняя — 8,2 м. Объём воды в озере — 3,93 млн м³. Площадь водосбора — 4,72 км².
Котловина лощинного типа. Склоны преимущественно пологие, высотой 2—5 м, суглинистые, распаханные, местами покрытые лесом и кустарником. Западные и южные склоны крутые, высотой от 10 до 27 м. Береговая линия извилистая. Берега высотой до 0,3 м, песчаные, задернованные. По берегам произрастают деревья и кустарник. На западе, северо-западе и северо-востоке присутствует пойма шириной до 50 м.
Подводная часть котловины состоит из двух плёсов: западного и восточного. Максимальная глубина отмечена в западном плёсе, глубина восточного не превышает 10,9 м. Плёсы разделяет поднятие, глубина в котором составляет 6 м. Песчаное мелководье шириной 5—10 м занимает 13 % площади озера. Сублиторальный склон крутой. На глубине дно покрыто глинистым илом. Кое-где на глубине встречается сапропель.

## Гидробиология
Минерализация воды достигает 260 мг/л, прозрачность — 2,5 м. Озеро подвержено эвтрофикации. На востоке впадает ручей, на северо-западе вытекает ручей в озеро Муромщина.
Зарастает около 10 % площади водоёма. Прибрежная растительность образует прерывистую полосу шириной до 50 м.
В воде обитают лещ, щука, окунь, плотва, уклейка, линь и другие виды рыб.